# Улица Циолковского (Королёв)
Улица Циолковского   — улица в центральной части города Королёв.

## История
До революции это был Александровский проспект дачных посёлков Сапожниково и Ново-Перловка, застроенный частными домами. Улица проходила от Ярославского проспекта до деревни Куракино. 
Улица Циолковского получила название в честь К. Э. Циолковского. До 1961 года носила имя И. В. Сталина.
Застройка улицы каменными многоэтажными домами проходила в 1930—1950-е годы. В начале улицы по чётной стороне расположен сквер, ранее здесь был сад, посаженный в честь победы в Великой Отечественной войне. Дорога в сквере вела к городскому комитету КПСС (ныне – городской суд на улице Коминтерна). В центре сквера стоял памятник М. И. Калинину. После переименования города памятник убрали. 
На месте многоэтажного жилого комплекса в начале улицы находилось двуххэтажное здание с магазином «Вина», который прозвали «Аптека», и нотариусом на втором этаже. Новое здание в постмодернистском стиле построено в конце XX — начале XXI века по проекту архитектора А. Н. Панина. Через дорогу от него находится здание лицея, построенное в 1930-е годы по проекту архитектора П. И. Клишева.
На пересечении с улицей Карла Маркса начинается застройка 1940-1950-х годов. Четырёх- и пятиэтажные дома спроектированы Л. П. Гулецкой с использованием элементов стилей барокко и классицизма и дополнены заимствованиями из народного искусства. Последние дома на улице построены перед войной по проектам П. И. Клишева.
На улице Циолковского жили академик В. П. Мишин, директор РКК «Энергия» в 1966—1974 годах (дом 17), конструктор артиллерийского оружия Лев Абрамович Локтев (дом 23). На обеих домах установлены мемориальные доски.
В 1940—1980-х годах в начале улицы, на месте нынешнего жилого комплекса "Олимп", находился детский сад-ясли №2.

## Трасса

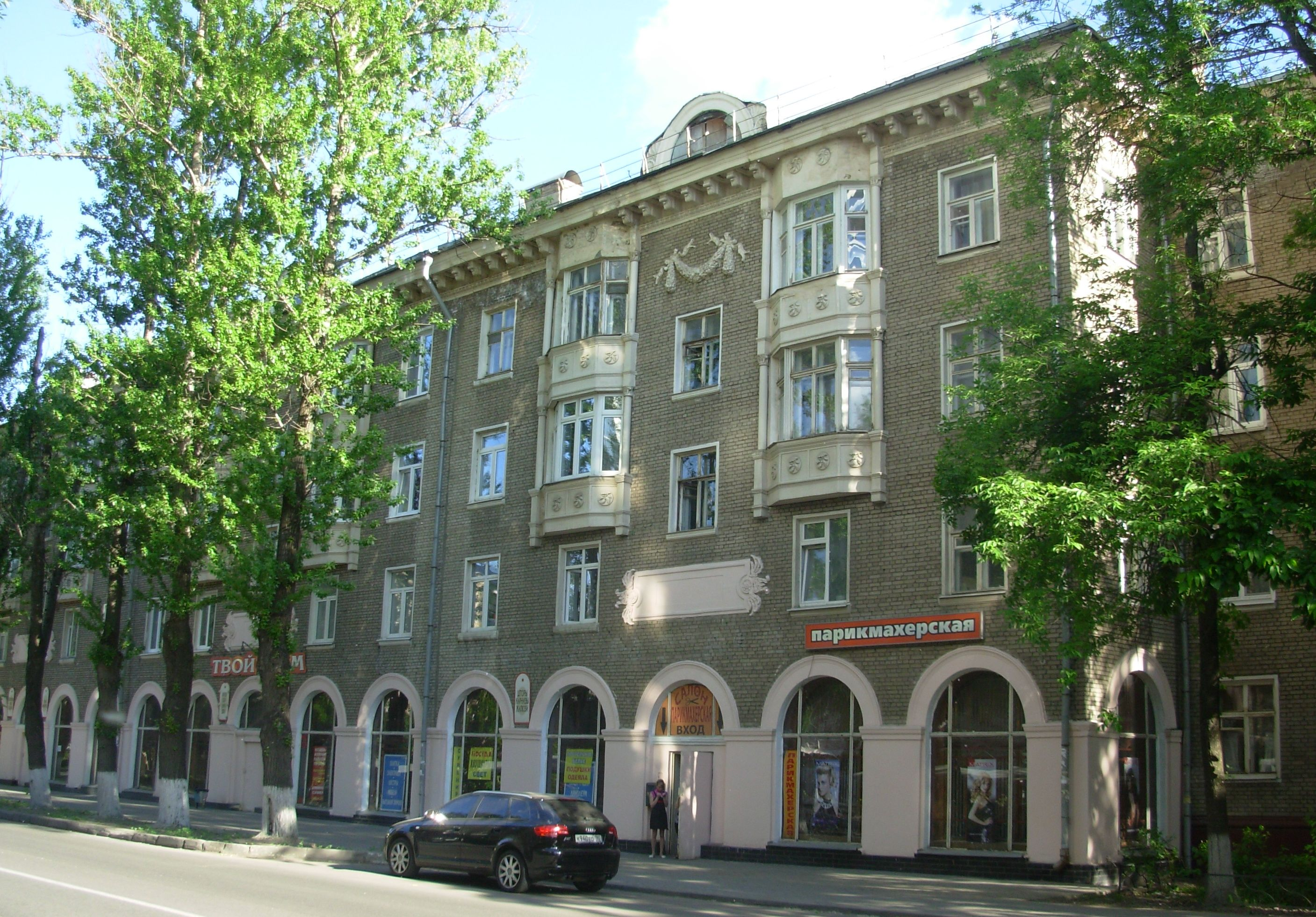
Дом на улице Циолковского, архитектор Л.П. Гулецкая, бывш. универмаг (КУМ) 2011 год

Улица Циолковского начинается от улицы Коминтерна, пересекает улицы Калинина, Карла Маркса, Фрунзе и заканчивается у Октябрьского бульвара, переходя в проспект Королёва.

## Транспорт
Автобусы: 
- 1: Улица Силикатная — ст. Болшево — ст. Подлипки — Улица Силикатная[4]
- 2: Улица Силикатная — ст. Подлипки — ст. Болшево — ул. Силикатная[5]
- 5: Улица Мичурина — ст. Подлипки[6]
- 9: Гастроном — ст. Болшево — ЦНИИМАШ[7]
- 28: Улица Силикатная — ст. Болшево — ст. Подлипки — ст. Мытищи [8]
- 31: Лесные Поляны — ст. Болшево — ст. Подлипки [9]
- 392: ул. Силикатная — ст. Болшево — ст. Подлипки — Москва ( ВДНХ) [10]

Маршрутные такси:
- 4: Улица Силикатная — ст. Болшево — ст. Подлипки — Рынок на Яузе
- 13: ст. Подлипки — Лесная школа — ст. ́Болшево — ст. Подлипки [11]
- 58к: ст. Подлипки — ст. Болшево — пл. Загорянская — ст. Щёлково

## Примечательные здания и сооружения
По нечётной стороне

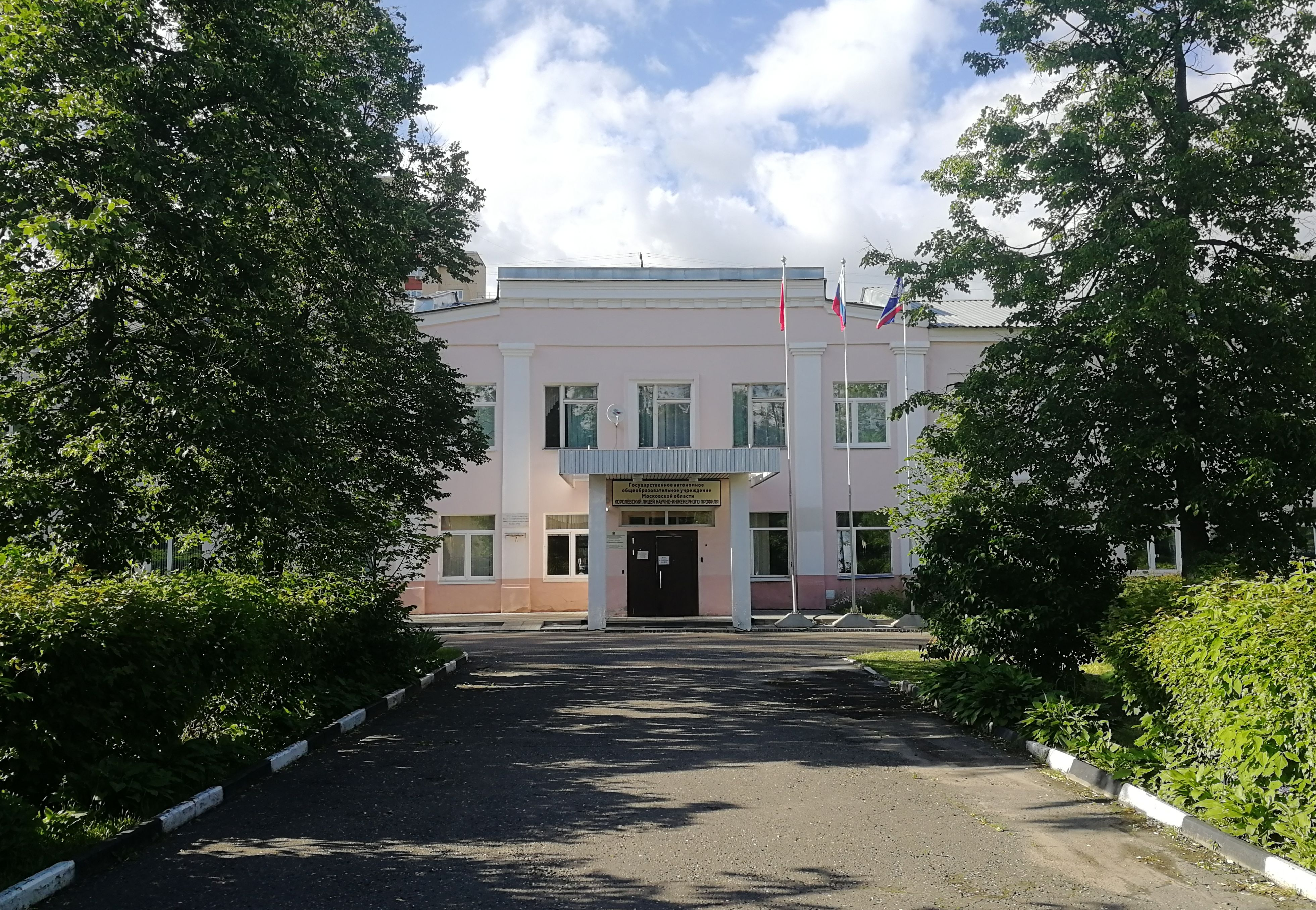
Лицей №4 научно-инженерного профиля

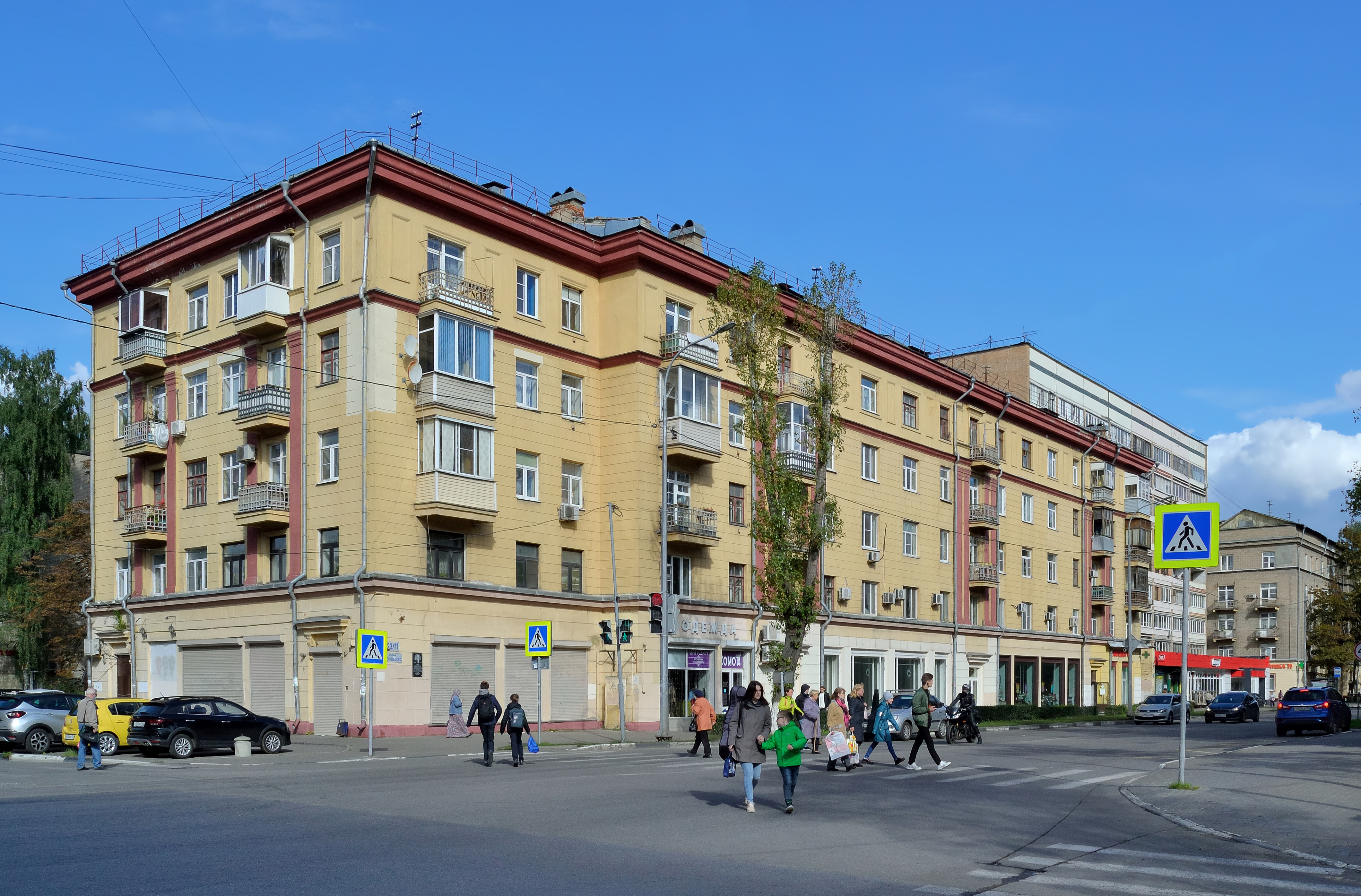
Жилой дом (23/11). Архитектор П. И. Клишев (1895–1975). 1940 г.

- № 9/10 — Лицей научно-инженерного профиля
- № 11/11 — Жилой комплекс «Олимп»[12]
- № 15 — Общежитие
- № 27 — Офисный центр

По чётной стороне
- № 10 — универмаг — первый крупный универмаг города, до этого размещавшийся на Привокзальной площади в лавке купца Алпатова.
- № 24 — Городская больница № 1, поликлиника[13][14], детская больница